# Westliche Vorstadt, Potsdam

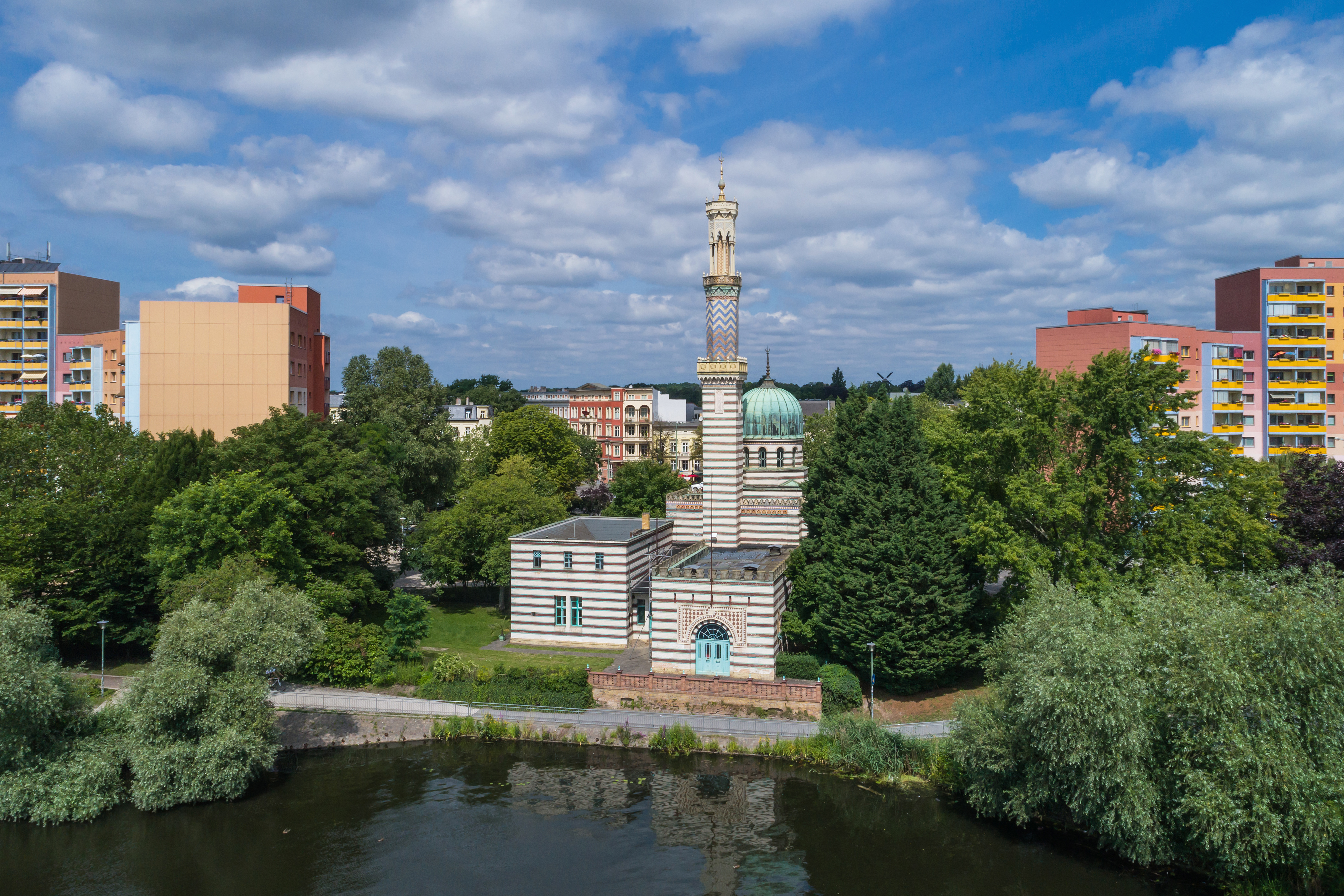
Pumphuset i form av en moské, uppfört 1841 vid Havelbucht. I bakgrunden höghusbebyggelse från DDR-tiden.

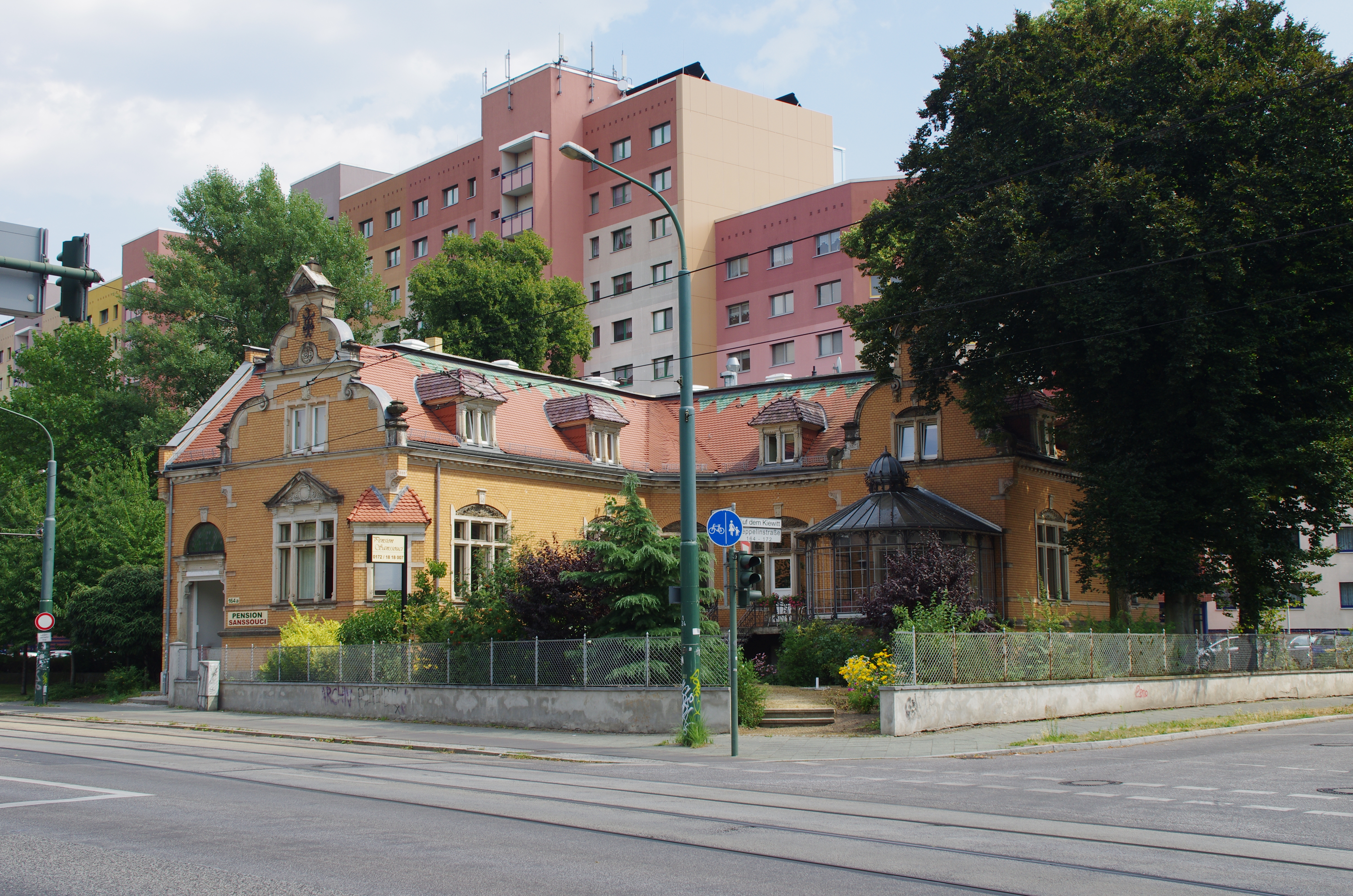
Zeppelinstrasse 164a, kulturminnesmärkt hus. I bakgrunden höghus från DDR-tiden.

Westliche Vorstadt är en stadsdel i den tyska delstaten Brandenburgs huvudstad Potsdam, belägen direkt väster om den historiska innerstaden. Till stadsdelen hör områdena Brandenburger Vorstadt, Potsdam-West och Wildpark, samt Sanssoucis slottspark.
Brandenburger Vorstadt utgörs av området mellan Sanssoucis slottspark och järnvägsspåren för Berlin–Magdeburg-banan, väster om Brandenburger Tor och Luisenplatz. Området bebyggdes med rymliga lägenheter för officerare och tjänstemän under andra halvan av 1800-talet och början av 1900-talet, med många välbevarade exempel på Gründerzeit- och jugendstil. Vid Havelbucht i sydöstra delen av Brandenburger Vorstadt ligger Sanssoucis pumpverk, uppfört 1841 i form av en moské efter ritningar av Ludwig Persius. Under DDR-epoken bebyggdes området vid Havelbucht med höghusbebyggelse.
Potsdam-West utgörs av den södra delen av området omkring Zeppelinstrasse, som här utgör en del av Bundesstrasse 1 i riktning västerut mot Werder (Havel) och Brandenburg an der Havel. Bebyggelsen uppstod som en trädgårdsstad under 1920-talet och början av 1930-talet och den ursprungliga bebyggelsen är idag kulturminnesmärkt. Vid floden Havels strand låg mellan 1911 och 1918 Potsdams luftskeppshamn. Efter att Versaillesfreden tvingat Tyskland att lägga ned sin luftskeppsproduktion och att skicka luftskeppshallarna till Frankrike som krigsskadestånd, kom området istället att under 1920-talet att bli centrum för sport. Här anlades en arena för friidrott och anläggningar för vattensporter. Under DDR-epoken var området elitträningscentrum för olympiska satsningar inom kanotsport, roddsport och friidrott. Idag har damfotbollsklubben 1. FFC Turbine Potsdam sin hemmaarena här, en av Tysklands mest framgångsrika fotbollsklubbar i Frauen-Bundesliga. Turbine Potsdam var under 1980-talet även framstående inom damfotbollen i DDR.
Väster om stadsbebyggelsen ligger Wildpark, en över 875 hektar stor skogspark som i nordost angränsar till Sanssouciparken och Neues Palais, samt i nordväst till Eiche och Golm. Vid Templiner Sees strand ligger Pirschheide. Här låg Potsdams tidigare centralstation under DDR-tiden, då trafiken huvudsakligen gick över Berliner Aussenring. Stationen går sedan återöppningen av Potsdams nuvarande centralstation under namnet Potsdam Pirschheide och trafikeras idag endast med regionaltåg på linjen Potsdam Hauptbahnhof – Michendorf.